# 布勢神社 (さぬき市)
布勢神社（ふせのじんじゃ）は香川県さぬき市寒川町石田西3642にある神社。
讃岐国延喜式内二十四社のひとつ。

## 概要
石田村郷社石田神社の境内末社。延喜式神名帳に「讃岐国寒川郡小社布勢神社」と記載がある。讃岐国延喜式内二十四社のひとつ。
第8代孝元天皇の第1皇子大彦命を主祭神とする。延喜式には「越中国射水郡布勢神社、備前国赤坂郡布勢神社、讃岐国寒川郡布勢神社、ありて共に大彦命を祀れり」との記載がある。
創建年代はよくわかっていないが極楽寺記に「天平年間、行基菩薩が石田の地に薬師堂極楽寺を建立し”布勢神社を当院の鎮守神とせよ”という旨を伝えた」と記されており天平以前にはすでに創建されていたものと推察される。
天正10年に起こった長宗我部氏の兵乱において石田左兵衛矩弘が当神社を守護し兵難を免れた旨が三代物語、生駒記、全讃史に記載されている。